# Stadion Miejski w Kętach
Stadion Miejski – wielofunkcyjny stadion w Kętach, w Polsce. Został otwarty w 1946 roku. Może pomieścić 600 widzów. Swoje spotkania rozgrywają na nim piłkarze klubu Hejnał Kęty.
Stadion został otwarty w sierpniu 1946 roku, na jubileusz 25-lecia Hejnału Kęty. Budowa trwała rok, a pracami budowlanymi kierował Kazimierz Januszyk. Poprzednie boisko klubu, oddane do użytku w 1931 roku, mieściło się w okolicach obecnej ulicy Kleparz. W 1978 roku stadion Hejnału był jedną z aren 31. Turnieju Juniorów UEFA. Przed turniejem wyremontowano nawierzchnię boiska oraz przebudowano zaplecze. W ramach zawodów na stadionie w Kętach odbyły się dwa spotkania fazy grupowej: Włochy – Portugalia (5 maja) oraz Szkocja – Włochy (9 maja), obydwa zakończone bezbramkowymi remisami.